# Seewis im Prättigau
Seewis im Prättigau (en romanche Sievgia) es una comuna suiza del cantón de los Grisones, situada en la región de Prettigovia/Davos. Limita al norte con las comunas de Nenzig (AT-8), Brand in Vorarlberg (AT-8) y Vandans (AT-8), al noreste con Schiers, al este y sur con Grüsch, y al oeste con Malans, Jenins y Maienfeld.